# Jarosław Pampuszko
Jarosław Pampuszko, ukr. Ярослав Пампушко (ur. 11 listopada 2001 w Barze) – ukraiński siatkarz, grający na pozycji libero.
Z drużyną Narodowego Uniwersytetu Pedagogicznego im. Wołodymyra Hnatiuka w Tarnopolu zdobył wicemistrzostwo na Ogólnoukraińskiej Uniwersjadzie Piłki Siatkowej. Podstawowy libero w ukraińskiej drużynie na Uniwersjadzie 2021.

## Sukcesy reprezentacyjne
Liga Europejska:
- 2024[4]